# Municipio de Redwood Falls
El municipio de Redwood Falls (en inglés, Redwood Falls Township) es un municipio del condado de Redwood, Minnesota, Estados Unidos. Tiene una población estimada, a mediados de 2021, de 179 habitantes.

## Geografía
Está ubicado en las coordenadas 44°29′52″N 95°11′3″O / 44.49778, -95.18417. Según la Oficina del Censo de los Estados Unidos, tiene una superficie total de 89.2 km², de la cual 88.8 km² corresponden a tierra firme y 0.4 km² son agua.

## Demografía
Según el censo de 2020, en ese momento había 178 personas residiendo en la zona. La densidad de población era de 2.0 hab./km². El 95.51 % de los habitantes eran blancos y el 4.49 % eran de una mezcla de razas. Del total de la población, el 1.12 % eran hispanos o latinos de cualquier raza.